# Rattus adustus
Rattus adustus es una especie de roedor de la familia Muridae.

## Distribución geográfica
Es endémica de la isla de Enggano en Indonesia.